# Mafia: Definitive Edition
Mafia: Definitive Edition (дословно c англ. — «Мафия: Окончательное издание») — компьютерная игра в жанре приключенческого боевика, являющаяся ремейком игры Mafia: The City of Lost Heaven. Ремейк создан студией Hangar 13, разработавшей Mafia III, и издан американской компанией 2K. Как и в оригинале, действие игры происходит в вымышленном городе Лост-Хэвен, а главным героем является таксист Томми Анджело, ставший гангстером в одной из мафиозных группировок города. Mafia: Definitive Edition привнесла несколько улучшений в сюжет и геймплей оригинала, а также с нуля воссоздала сеттинг Mafia: The City of Lost Heaven.
Первые сообщения о ремейке появились в сети 10 мая 2020 года, а через три дня Definitive Edition был официально анонсирован. Ремейк был выпущен для Microsoft Windows, PlayStation 4 и Xbox One 25 сентября 2020 года. Игра продаётся как в составе сборника Mafia: Trilogy, включающий в себя переиздания Mafia II и Mafia III, так и отдельно. Mafia: Definitive Edition получила положительные отзывы от критиков и игроков — наиболее высоко оценены графика, сохранение сюжета оригинала и открытый мир 1930-х годов.

## Игровой процесс
Как и в оригинальной игре 2002 года, сюжет ремейка разворачивается в 1930-е годы в вымышленном американском городе Лост-Хэвен (англ. Lost Heaven), отныне находящемся в штате Иллинойс, и рассказывает историю Томаса Анджело — обыкновенного таксиста, который вынужденно и неожиданно для себя становится членом одной из двух могущественных мафиозных группировок города, конкурирующих друг с другом. При этом игра расширяет оригинальный сюжет. Примером такого расширения сюжета являются внутриигровые диалоги. В оригинальной игре герои почти не разговаривали между собой вне кат-сцен, в ремейке же каждая поездка сопровождается разговорами, которые ещё сильнее раскрывают характеры персонажей. В частности, в одной сцене клиентка указывает на национальность главного героя, чего не было в Mafia: The City of Lost Heaven — он итальянец.
Mafia: Definitive Edition является полностью построенной с нуля игрой, поэтому имеет совершенно новый геймплей и расширенную историю, хотя миссии и особенности геймплея из оригинала перенесены в ремейк. Как и в игре от 2002 года, игроки управляют Томми Анджело на протяжении всей Mafia: Definitive Edition. Отличительной особенностью ремейка является присутствие мотоциклов, которых до этого в серии Mafia не было. В игре присутствует несколько уровней сложности, самым сложным из которых является так называемая «Классическая сложность», сильно приближающая ремейк к оригинальной The City of Lost Heaven за счёт управления боеприпасами и интеллекта полицейских.
Помимо основного сюжетного режима, Mafia: Definitive Edition имеет режим «Прогулки» (англ. Free Ride), где игрок может исследовать Лост-Хэвен без каких-либо целей и заданий. Этот режим также взят с оригинальной Mafia: The City of Lost Heaven, однако в оригинале был также режим «Большой прогулки» (англ. Free Ride Extreme). Выпущенное в октябре 2020 года обновление добавило в «Прогулку» миссии таксиста, гонки, а также возможность включить чёрно-белую гамму и отключить внутриигровой интерфейс.

## Разработка и выход
10 мая 2020 года на официальной странице серии Mafia в Твиттер было опубликовано сообщение, состоящее из слова «Семья» (англ. Family). Учитывая то, что оно стало первым сообщением, опубликованным на странице за последние два года, это вызвало ажиотаж в сообществе поклонников серии и средствах массовой информации. Вскоре на той же странице появились два других сообщения, состоявших соответственно из слов «Власть» (англ. Power) и «Уважение» (англ. Respect), после чего, 13 мая 2020 года, было объявлено о разработке сборника Mafia: Trilogy. В тот же день в магазине Microsoft Store произошла утечка информации, согласно которой стало известно о том, что главной частью сборника станет новая игра серии — Mafia: Definitive Edition, разрабатываемая компанией Hangar 13, автором Mafia III, в качестве ремейка первой игры. Тогда же издатель игры, компания 2K, сообщила о том, что ремейк разрабатывается на обновлённой версии движка Illusion Engine, до этого использовавшегося в Mafia II и Mafia III. Впоследствии представители студии Hangar 13 заявили, что игра создаётся на новом движке студии, а ещё позже выяснилось, что она сделана на движке Mafia Engine, до этого имевшем название Illusion Engine, но модифицированном студией Hangar 13. В создании игры принимал участие композитор Джесси Харлин, который был композитором Mafia III. В интервью он сказал, что сюжет и персонажи останутся практически такими же, как и в оригинальной игре. В интервью журналу «Игромания», главный руководитель проекта Алекс Кокс говорил, что идея создания ремейка первой части появилась после того, как студия Hangar 13 поняла, что игроки в Mafia II и Mafia III могли быть не знакомы с The City of Lost Heaven, а также, что оригинальная игра устарела, что отсечёт большую часть аудитории.
В ходе разработки был значительно переработан сеттинг The City of Lost Heaven. Команда разработчиков сосредоточилась на рестайлинге Лост-Хэвена — Hangar 13 хотели, чтобы город соответствовал стилю США 1920-30-х годов после Первой мировой войны и эпохи Великой депрессии. Таким образом, была улучшена атмосфера и эстетика различных районов города. Например, был реконструирован район Чайнатаун, в него добавили более узнаваемые здания и интерьеры. В игре реализована более плавная механика вождения автомобилем, благодаря чему подверглась изменениям планировка практически всех улиц — было добавлено множество переулков и коротких путей для упрощения миссий из оригинальной игры. Чтобы Лост-Хэвен выглядел ещё и кинематографично, в особенности ночью, разработчики приукрасили его динамическим освещением. Из оригинальной игры были перенесены физические модели машин с улучшенной физикой повреждений.
Англоязычный саундтрек был записан Джесси Харлином с совершенно другим составом. Итало-австралийский актёр Эндрю Бонджорно сыграл Томми Анджело по технологии захвата движения. Президент студии Hangar 13 Хейден Блэкмен говорил: «Поскольку наша кинематография во многом зависит от захвата движения, нам было крайне важно, чтобы голосовые и физические характеристики актёра и персонажа полностью совпадали». Он также говорил, что актёры в ремейке должны хорошо работать как в отыгрыше движений, так и в озвучивании. В то же время, в чешской локализации большинство актёров озвучивания из The City of Lost Heaven повторили свои роли и в Definitive Edition. Все ролики в игре были записаны на обновлённом движке заново. Чтобы подогнать некоторые диалоги под современные стандарты, сценарий оригинальной игры был слегка переписан.
Первоначально выход игры для ПК (Windows), PlayStation 4 и Xbox One намечался 28 августа 2020 года, но позднее был перенесён на 25 сентября 2020 года из-за пандемии COVID-19. Помимо ремейка первой игры, сборник Mafia: Trilogy также состоит из Mafia II: Definitive Edition и Mafia III: Definitive Edition, которые, несмотря на одинаковый с ремейком подзаголовок, являются не новыми играми, а лишь обновлёнными переизданиями уже вышедших ранее игр, в которые вошли все официальные сюжетные дополнения и различные бонусы. Так, Mafia II: Definitive Edition, переиздание второй игры, вышло 19 мая в виде ремастера с улучшенными текстурами, освещением и затенением. Переиздание третьей игры, Mafia III: Definitive Edition, в свою очередь, в ремастеринге не нуждалось и вышло в тот же день в виде простого дополненного переиздания с менее значительными графическими изменениями, добавленными лишь с помощью патча. 1 ноября 2021 года стало известно, что ремейк до 28 февраля 2022 будет доступен на видеостриминговом сервисе PlayStation Now. В феврале 2023-го игра стала временно бесплатной игрой месяца на PlayStation 4, доступной по подписке PlayStaion Plus.

## Отзывы критиков
| Сводный рейтинг       | Сводный рейтинг                     |
| Агрегатор             | Оценка                              |
| --------------------- | ----------------------------------- |
| Metacritic            | PC: 79/100 PS4: 76/100 XONE: 79/100 |
| OpenCritic            | 78/100                              |
| Иноязычные издания    |                                     |
| Издание               | Оценка                              |
| Destructoid           | 9/10                                |
| Game Informer         | 5,5/10                              |
| GamePro               | 89/100                              |
| GameRevolution        | [ 40 ]                              |
| GameSpot              | 6/10                                |
| IGN                   | 8/10                                |
| PC Gamer (US)         | 79/100                              |
| VideoGamer            | 7/10                                |
| Digital Spy           | [ 45 ]                              |
| Русскоязычные издания |                                     |
| Издание               | Оценка                              |
| 3DNews                | 8/10                                |
| GoHa.Ru               | 7/10                                |
| «IGN Россия»          | 7/10                                |
| PlayGround.ru         | 7,5/10                              |
| Riot Pixels           | 7,5/10                              |
| StopGame.ru           | Похвально                           |
| «Игромания»           | [ 52 ]                              |
| «Игры Mail.ru»        | 7,5/10                              |
| «Канобу»              | 8/10                                |
| «НИМ»                 | 8,1/10                              |

Согласно агрегаторам обзоров Metacritic и OpenCritic, Mafia: Definitive Edition получила в целом положительные отзывы критиков.
Destructoid оценил игру на девять из десяти баллов, назвав ремейк «совершенством». «В игре могут быть недостатки, но все они незначительны» — подчеркнул рецензент. GamePro присвоил Mafia: Definitive Edition 89 баллов из 100 возможных: «Именно так должен выглядеть ремейк. Студия Hangar 13 сделала всё правильно. Игра выглядит фантастически и показывает все сильные стороны в повествовании, улучшив оригинал. Изменения легко вписываются в ремейк и модернизируют оригинальную Mafia: The City of Lost Heaven так, чтобы в неё влюбились как новички, так и фанаты старой игры». IGN же оценил ремейк на один балл ниже, написав: «Полностью перестроенная с нуля Mafia: Definitive Edition имеет красивый и аутентичный город 30-х годов, фантастическую физику машин и отличную озвучку от нового актёрского состава». В обзоре от «Игромании» Иван Афанасьев дал игре оценку в четыре звезды из пяти, отметив, что Hangar 13 в целом удалось перенести надрыв и драматизм истории при этом дополнив их свежими впечатлениями благодаря новым технологиям. «Канобу» же присвоили восемь из десяти баллов со словами: «Ремейк Mafia: The City of Lost Heaven удался. В нём хватает неизбежных нововведений, которые на первый взгляд кому-то могут показаться лишними или „убивающими“ какую-то там атмосферу, однако эти нововведения игре были необходимы». Рецензент «3DNews» отметил зрелищные погони и экшен, а также прекрасно воссозданный Лост-Хэвен, однако обратил внимание на технические недостатки, «ставшие для серии дурной традицией». IGN Russia в своём обзоре одобрили стиль 30-х годов XX века и отличную музыку, но в то же время подвергли критике сюжет, в котором «много дыр», и героев, которых практически не раскрывают.
В то же время GameSpot присвоил ремейку шесть баллов из десяти, похвалив историю, однако раскритиковав устаревшую боевую механику и анимацию персонажей. Game Informer дал игре лишь 5.5, написав: «Почти чересчур верный оригиналу ремейк от Hangar 13 накладывает глянцевую завершённость на вещь, которая по современным меркам уже глубоко пропахла нафталином». А Game Revolution оценил ремейк ещё строже: «Mafia: Definitive Edition достаточно утомительна на 2020 год. Неуклюжие перестрелки и паршивое управление делают игру неприятной. Талантливый актёрский состав и лучше реализованный мир 30-х годов превзошли таковые 2002 года, но остальные промахи ремейка делают его предложением, от которого относительно легко отказаться».
Даниэль Вавра, выступавший в качестве соруководителя и сценариста Mafia: The City of Lost Heaven, рассказал в мае 2020 года, что не принимал никакого участия в создании ремейка и имеет по поводу него весьма скромные ожидания, выразив надежду на то, что новая игра «не загубит» оригинал. 27 сентября 2020 года на благотворительном стриме Даниэль Вавра поделился своими впечатлениями от игры, он похвалил английского и чешского актёров, озвучивших Томми Анджело, постановщика ремейка, который, по его мнению, сделал свою работу на отлично, и визуальное исполнение. Среди минусов Вавра отметил стрельбу из-за укрытия, физику автомобилей, изменения в сценарии и отсутствие в ремейке ряда цитат, которые составляют «мораль истории», вроде предсмертных слов Сэма.

### Продажи и награды
За первую неделю после своего выхода игра заняла третье место в списке продаваемых новинок, а сама трилогия Mafia: Trilogy — шестое. Согласно финансовому отчёту Take-Two Interactive за третий квартал 2020 года, продажи Definitive Edition достигли двух миллионов копий, превзойдя все ожидания руководства 2K.
Журнал «Игромания» поставил её на второе место в номинации «Возвращение классики», отдав первое место Final Fantasy VII Remake. Mafia: Definitive Edition была номинирована на премию Steam в категории «Лучшая игра с выдающимся сюжетом», но в результате голосования игроков проиграла Red Dead Redemption 2. DTF включил ремейк The City of Lost Heaven в двадцатку лучших игр 2020 года. Версия для Xbox One попала на 41 строчку списка «50 лучших игр на Xbox One», составленного сайтом-агрегатором Metacritic.